# Mosca dei Lamberti
 (mai 2024).
Si vous disposez d'ouvrages ou d'articles de référence ou si vous connaissez des sites web de qualité traitant du thème abordé ici, merci de compléter l'article en donnant les références utiles à sa vérifiabilité et en les liant à la section « Notes et références ».
Mosca dei Lamberti (Florence, fin du XIIe siècle - Reggio d'Émilie, 1243) est un homme politique et chef militaire italien.

## Biographie
Appartenant à l'importante famille gibelotte des Lamberti (it), alliée aux Uberti de Farinata, il naît vers la fin du XIIe siècle et occupe plusieurs fonctions dans la commune florentine.
Il est podestat de Viterbe en 1220, de Todi en 1227, chef militaire pendant la guerre contre Sienne de 1229 à 1235, et podestat de Reggio d'Émilie en 1242.
Dante Alighieri le mentionne dans l'Enfer lors de l'épisode de Ciacco parmi les esprits dignes et habiles, bien que, avec une certaine surprise, il découvre qu'ils se trouvent tous en Enfer dans les cercles les plus bas, donc les plus graves.
Un épisode de la Divine Comédie est dédié à Mosca (moins pertinent que celui de Farinata degli Uberti ou des trois Florentins Tegghiaio Aldobrandi et les autres) dans le cercle des semoirs de discorde (Inf. XXVIII, vv. 103-111), où le poète le trouve horriblement mutilé des mains, en punition de son conseil Cosa fatta capo ha qui a convaincu les Amidei de tuer Buondelmonte de' Buondelmonti, allumant à Florence (comme le rapporte également Giovanni Villani) les factions qui se sont rapidement divisées en guelfes et gibelins.